# 12860 Turney
12860 Turney eller 1998 KT32 är en asteroid i huvudbältet som upptäcktes den 22 maj 1998 av LINEAR i Socorro County, New Mexico. Den är uppkallad efter Shannon Quinn Turney.
Asteroiden har en diameter på ungefär 3 kilometer.